# Pahurți, Hmilnîk
Pahurți (în ucraineană Пагурці) este un sat în comuna Ulaniv din raionul Hmilnîk, regiunea Vinnița, Ucraina.

## Demografie
Componența lingvistică a localității Pahurți
     Ucraineană (99,67%)
     Alte limbi (0,33%)
Conform recensământului din 2001, majoritatea populației localității Pahurți era vorbitoare de ucraineană (99,67%), existând în minoritate și vorbitori de alte limbi.